# عين طاية
بلدية من بلديات ولاية الجزائر تابعة لدائرة الدار البيضاء. عدد سكان البلدية في 2006 35,169، الرمز البريدي 16069. مركز المدينة مكون من بنايات تعود لحقبة الاستعمار الفرنسي، تاريخ يحكي عن تمركز المعمرين الفرنسيين في البلدية.

## التاريخ
إنشاء قطاعات زراعية وفلاحية منذ سنة 1853.
- 1853 المدينة تاسس وتلحق ببلدية راسوتا
- 1961 تلحق ببلدية رويبة
- 1981 إنشاء بلدية عين طاية
- 1984 البلدية تلحق بولاية بومرداس

ويقتطع منها ثلاث بلديات أخرى المرسى، هراوة وبرج البحري.
- 1994 البلدية تعود ثانية لتلحق بولاية الجزائر

## التسمية
اسم عين طاية مكون من عين وتعني "المنبع" و طاية، وهي كلمة من أصل أمازيغي تشير إلى التسلسل الذي يهيمن على البحر المفتوح.[بحاجة لمصدر]

## الشواطئ
تحتضن هذه البلدية العديد من الشواطئ البحرية:
- شاطئ تاماريس
- شاطئ ديكا
- شاطئ سوركوف
- شاطئ كاف عين طاية

## أعلام
- محمد زعموم

## مواضيع ذات صلة
- تاريخ ولاية الجزائر
- بلديات ولاية الجزائر
- دوائر ولاية الجزائر